# Schenectady Open 1990
Lo Schenectady Open 1990 è stato un torneo di tennis giocato sul cemento. È stata la 4ª edizione del torneo, che fa parte della categoria World Series nell'ambito dell'ATP Tour 1990 e della categoria Tier V nell'ambito del WTA Tour 1990. Si è giocato a Schenectady negli Stati Uniti dal 20 al 27 agosto 1990.

## Campioni

### Singolare maschile
Ramesh Krishnan ha battuto in finale  Kelly Evernden con il punteggio di 6–1, 6–1

### Doppio maschile
Richard Fromberg /  Brad Pearce hanno battuto in finale  Brian Garrow /  Sven Salumaa con il punteggio di 6–2, 3–6, 7–6

### Singolare femminile
Anke Huber ha battuto in finale  Marianne Werdel con il punteggio di 6–1, 5–7, 6–4

### Doppio femminile
Alysia May /  Nana Miyagi hanno battuto in finale  Linda Ferrando /  Wiltrud Probst con il punteggio di 6–4, 5–7, 6–3